# Amazon Alexa
 (транскр.  Алекса) је име за софтвер који има улогу персоналног асистента развијен од стране Амазон компаније. Алекса је позната под називом Алекса Ехо и ехо дот. Њена главна функција је вокална интеракција помоћу којег Алекса може пустити жељену музику, рећи колико је сати, какво је време и све то у реелном времену. Апарат може такође вршити интеракцију између апарата комптабилних с њом : угасити светло, појачати или смањити звук итд. Тренутно Алекса говори четири језика: Енглески, Француски, Немачки и Јапански.

## Историја
Софтвер Амазон Алекса је Новембара 2014, основао Амазон, као интернет персоналног асистента. 
Име Алекса је изабрана због тога што садржи консонанцу ”кс” која омогућава боље препознавање а њен глас је инспирисан из чувеног филма Звездане стазе.

## Апликација
Апликација је доступна преко платфома за скидање апликација Ап стор (iOS), Гугл плеј и ап стор Амазона. Помоћу апликације Алекса се може контролисати мануелно. Апликација пружи могућност скидања игрица које се активирају директно на Алекса апарату и које се контролишу гласом. Апликација је бесплатна.

## Алекса апарати
- Амазон Алекса еко
- Амазон Алекса еко дот
- Амазон Алекса шо
- Еко спот
- Амазон тап
- Амазон фире ТВ